# Midway Point

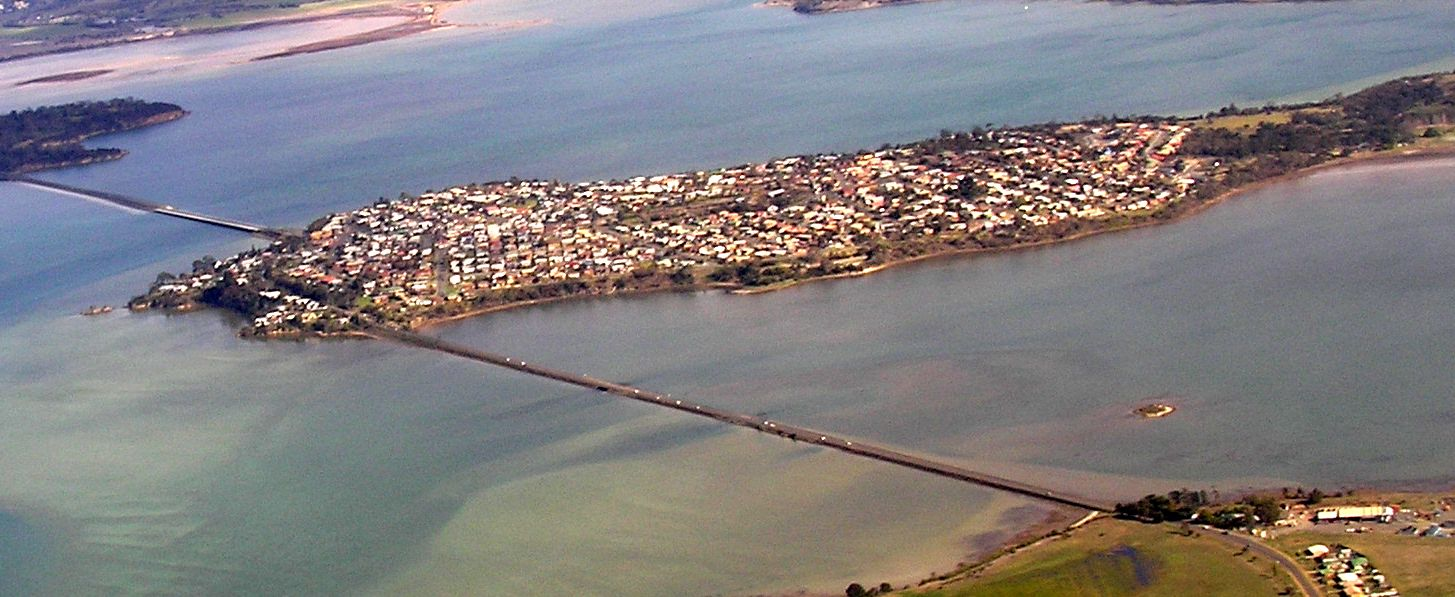
Midway Point

Midway Point – miasto w Australii, na Tasmanii.